# Гейненорд
Гейненорд (нід. Heinenoord) — село в нідерландській провінції Південна Голландія. Входить до муніципалітету Гуксе-Вард.
Його площа — 16,19 км², а населення станом на 2021 рік становило 3615 осіб.
Перша згадка про населений пункт датується 1312 роком.
До 1984 року мало статус окремого муніципалітету.

## Галерея

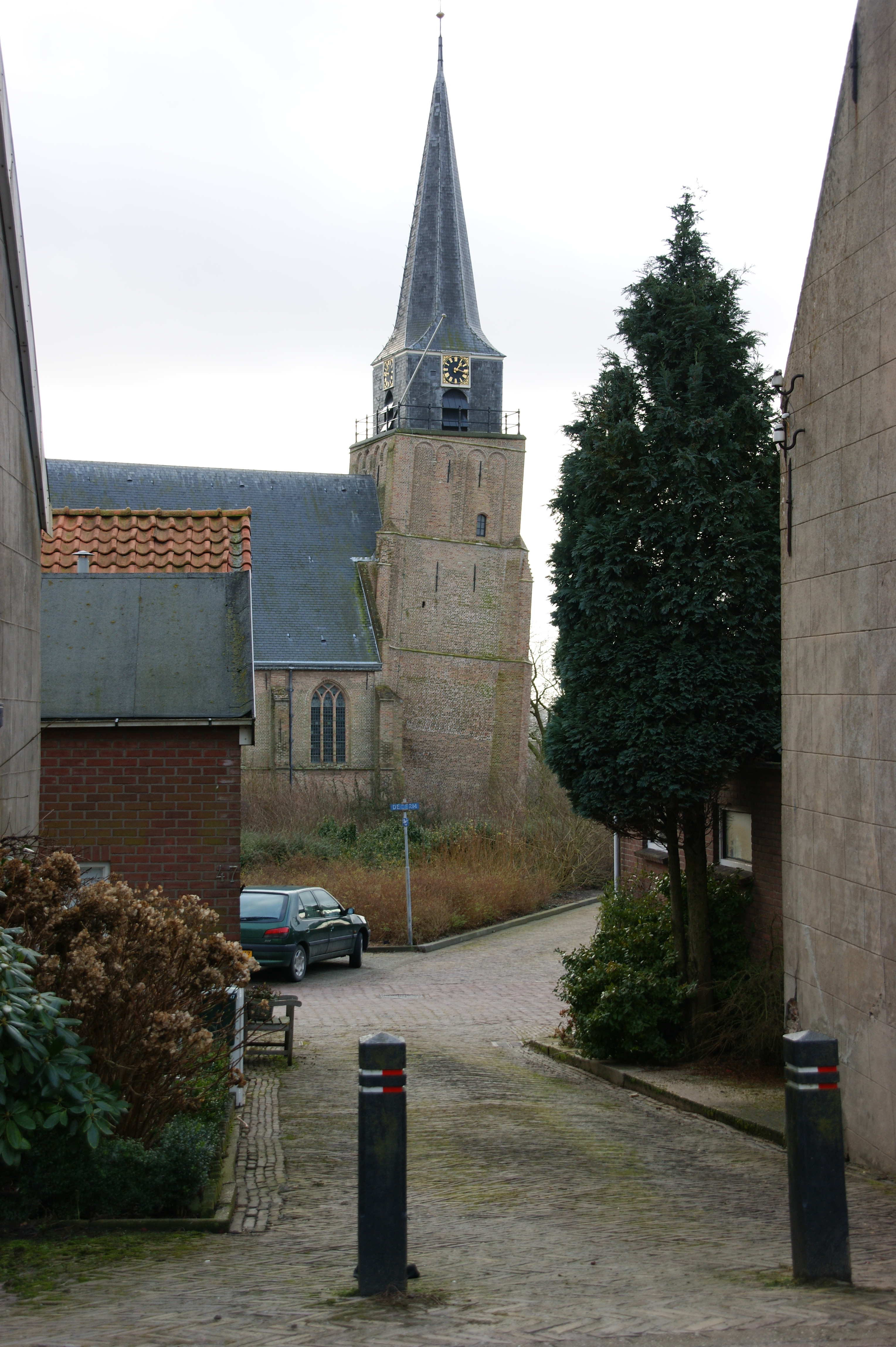
Реформістська церква
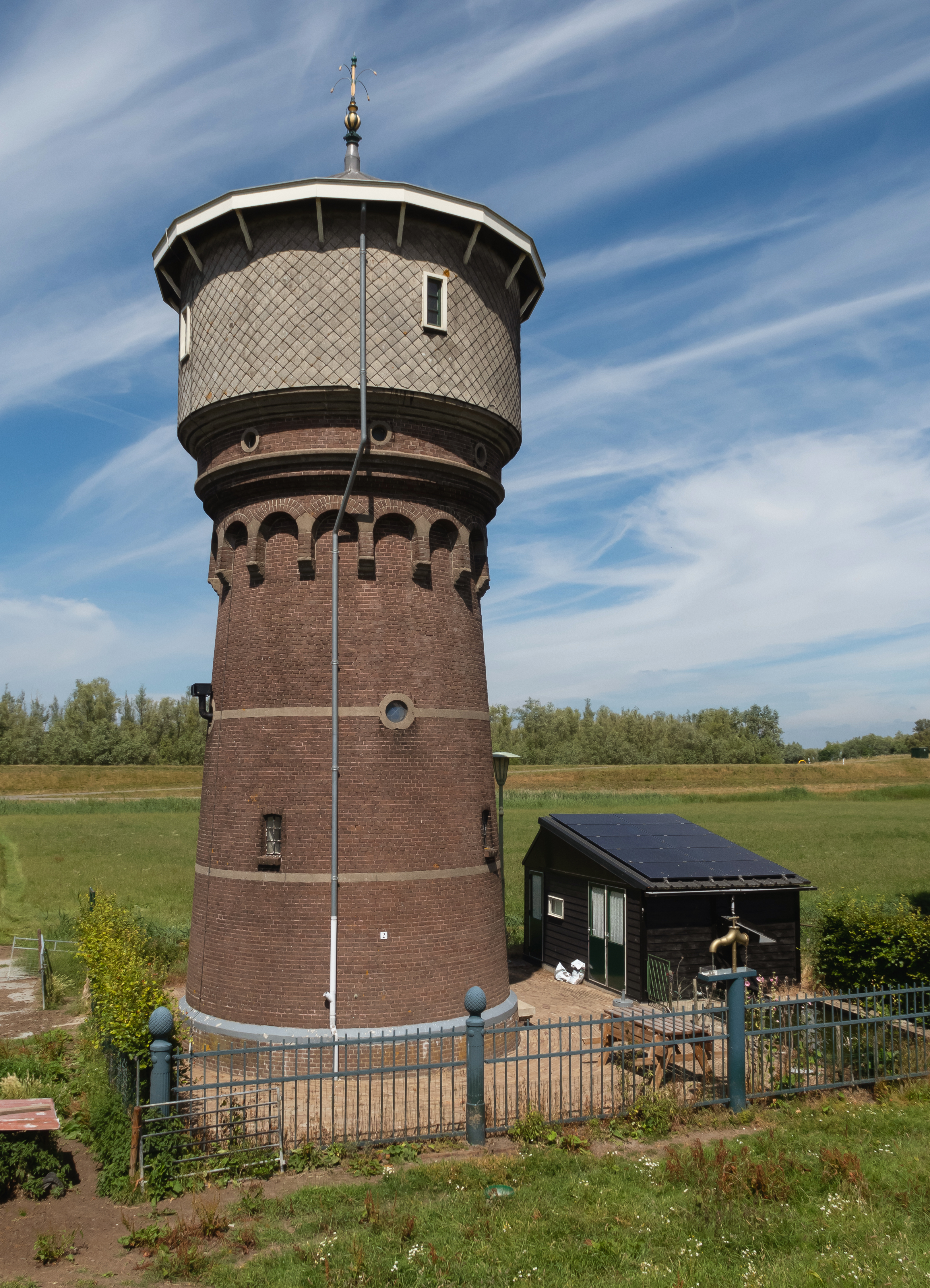
Водонапірна башта
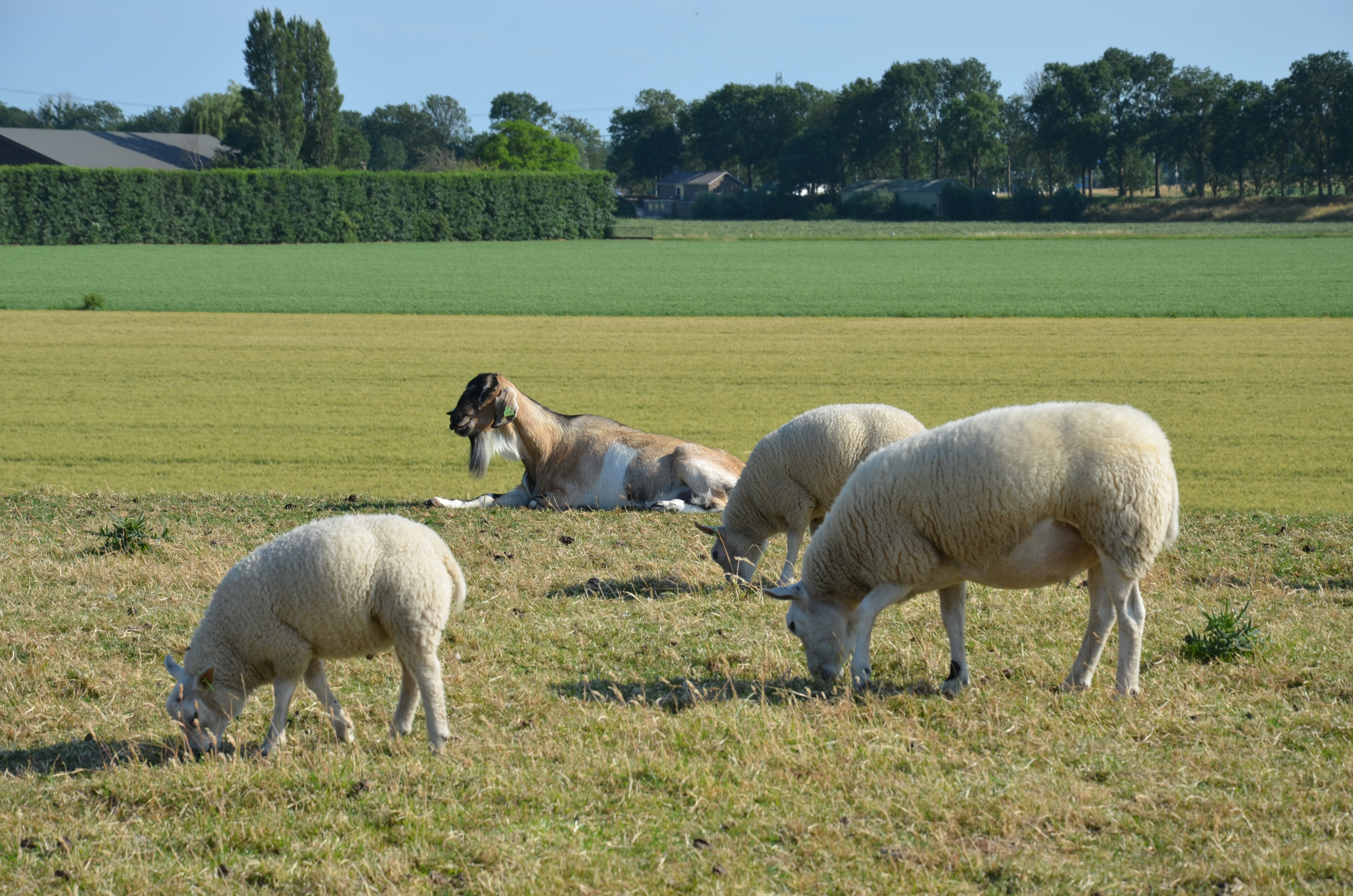
Пасовище біля села
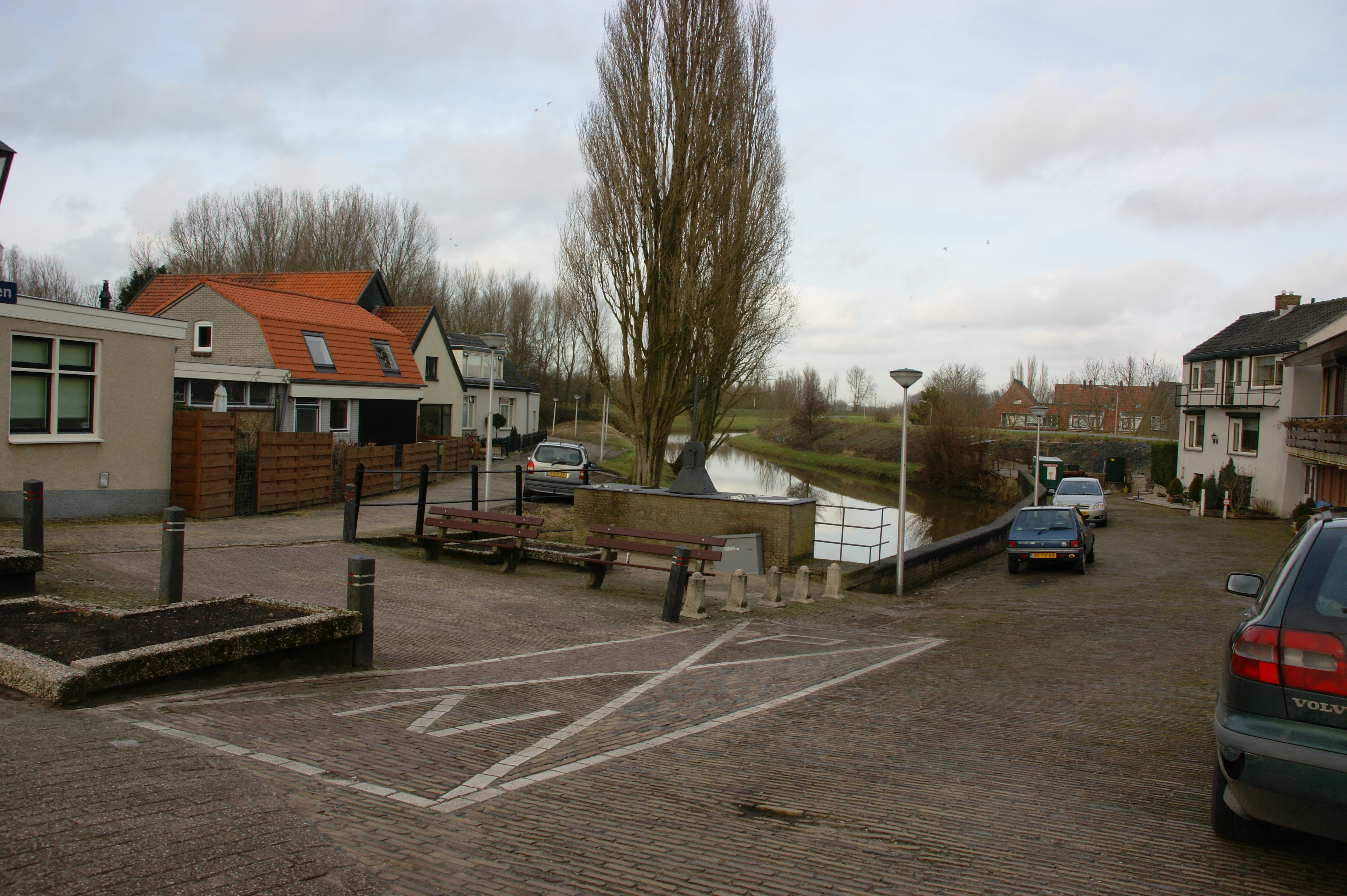
Стара гавань
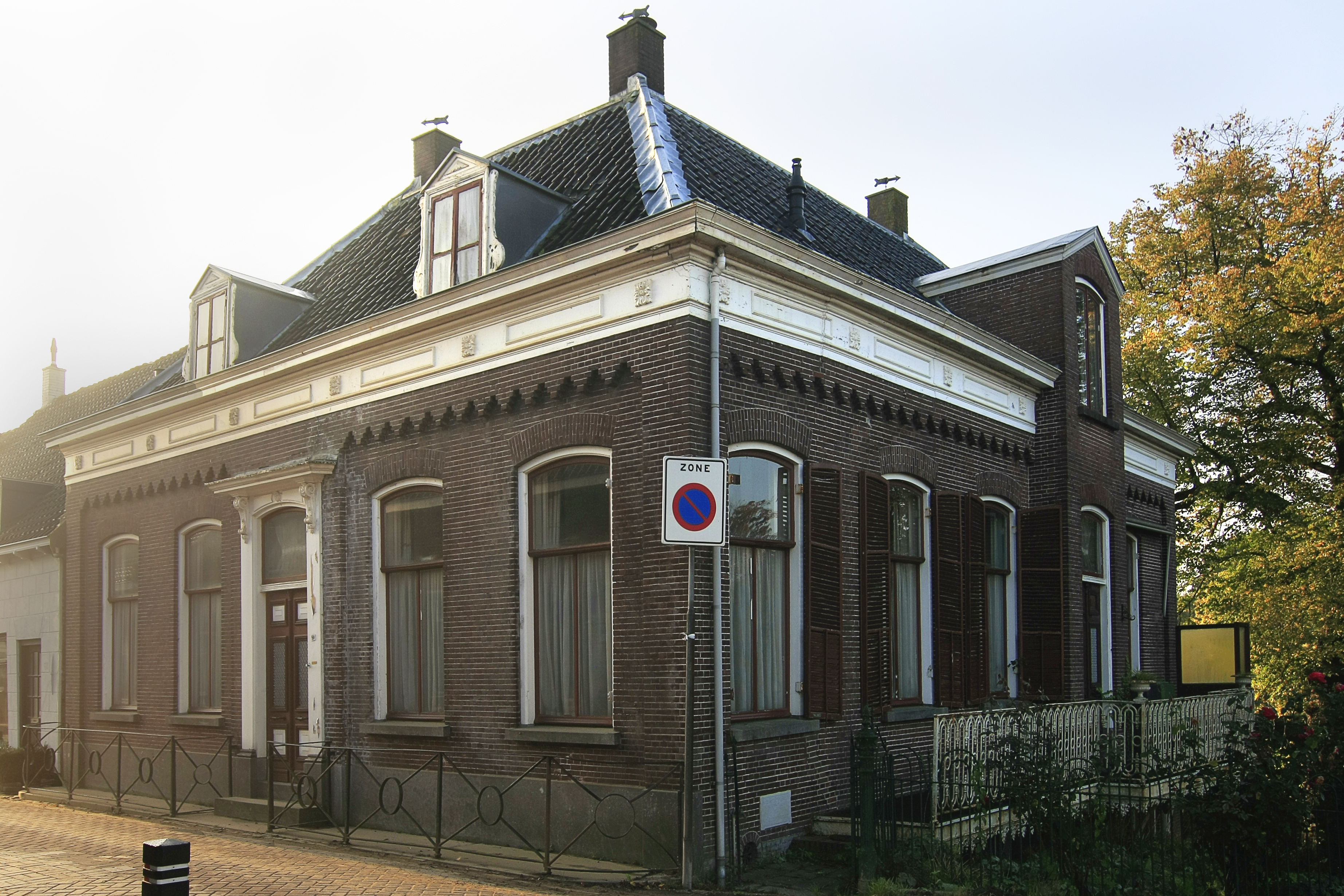
Будинок у селі